# وينستون غريفيثز
وينستون غريفيثز (بالإنجليزية: Winston Griffiths)‏ (12 سبتمبر 1978 بأبرشية كلارندون في جامايكا - 23 أكتوبر 2011 في جامايكا) هو لاعب كرة قدم جامايكي في مركز الوسط. شارك مع منتخب جامايكا لكرة القدم. أما مع النوادي، فقد لعب مع لوس أنجلوس غلاكسي ونادي بورتمور يونايتد ونيو إنجلاند ريفولوشن ونيويورك ريد بولز وToronto Lynx ‏ وفانكوفر وايتكابس (نادي كرة قدم) وأرنيت جاردنز وSC Toronto ‏ وSporting Central Academy F.C. ‏ وConnecticut Wolves ‏ وHumble Lions F.C. ‏.

## وصلات خارجية
- وينستون غريفيثز على موقع الاتحاد الدولي (مؤرشف)  (الإنجليزية)
- وينستون غريفيثز على موقع الدوري الأمريكي (الإنجليزية)
- وينستون غريفيثز على موقع قاعدة بيانات كرة القدم.إي يو (الإنجليزية)
- وينستون غريفيثز على موقع ناشيونال فوتبول تيمز (الإنجليزية)